# Erbanno
Erbanno is een plaats (frazione) in de Italiaanse gemeente Darfo Boario Terme.